# Fredrikinkatu
Fredrikinkatu, (suédois : Fredriksgatan)  est une rue des quartiers de Punavuori, Kamppi et Etu-Töölö à Helsinki en Finlande. 

## Architecture
La rue est bordée de nombreuses constructions de différentes époques:
- Fredrikinkatu 9, Selim A. Lindqvist, 1910
- Fredrikinkatu 11, Esko Kahri, Jussi Mikkilä, Paavo Mykkänen, 1973
- Fredrikinkatu 13, Erkki Karvinen, 1963
- Fredrikinkatu 14, Elia Heikel et Konstantin Kiseleff, 1890
- Fredrikinkatu 16, Emanuel Ikäläinen, 1923
- Fredrikinkatu 18, Herman Gesellius, Eliel Saarinen, 1907
- Fredrikinkatu 19, Immeuble Wuorinen, Usko Nyström,1896
- Fredrikinkatu 20, Albert Nyberg, 1903
- Fredrikinkatu 21, siège de la Suojelupoliisi, E. Sihvola, 1888.
- Fredrikinkatu 22, Grahn, Hedman & Wasastjerna, 1932
- Fredrikinkatu 23, August Nordberg, 1895
- Fredrikinkatu 24, Oskari Holvikivi, 1912
- Fredrikinkatu 26, E. Aarnio, 1911
- Fredrikinkatu 28, Grahn, Hedman & Wasastjerna, 1910
- Fredrikinkatu 29, Albert Nyberg, 1907
- Fredrikinkatu 30, Cronstedt, Schultz & Röneholm, 1927
- Fredrikinkatu 32, Lars Sonck, 1912
- Fredrikinkatu 33, Pauli Lehtinen, 1961
- Fredrikinkatu 34, Valter Jung et Emil Fabritius, 1914
- Fredrikinkatu 35, Lars Sonck et Onni Tarjanne, 1900
- Fredrikinkatu 36, Helge Lundström, 1938
- Fredrikinkatu 39, Gustaf Estlander, 1903
- Fredrikinkatu 43, Gustaf Adolf Lindberg et Knut Wasastjerna, 1907
- Fredrikinkatu 44, Sähkötalo, Alvar Aalto, 1973.
- Fredrikinkatu 45, Einar Flinckenberg, 1932
- Fredrikinkatu 46, Autotalo, Veli Valorinta et Eino Tuompo, 1958.
- Fredrikinkatu 49, Gustaf Wilhelm Nyberg, 1908
- Fredrikinkatu 55, Gustaf Wilhelm Nyberg, 1914
- Fredrikinkatu 57, Jussi Paatela et Toivo Paatela, 1929

## Rues croisant Fredrikinkatu
- Merimiehenkatu
- Punavuorenkatu
- Ratakatu
- Iso Roobertinkatu,
- Uudenmaankatu
- Bulevardi
- Lönnrotinkatu
- Kalevankatu
- Eerikinkatu
- Malminkatu
- Kansakoulukatu
- Malminrinne
- Urho Kekkosen katu
- Kampinkuja
- Salomonkatu
- Eteläinen rautatiekatu
- Pohjoinen rautatiekatu
- Arkadiankatu
- Dagmarinkatu

## Galerie

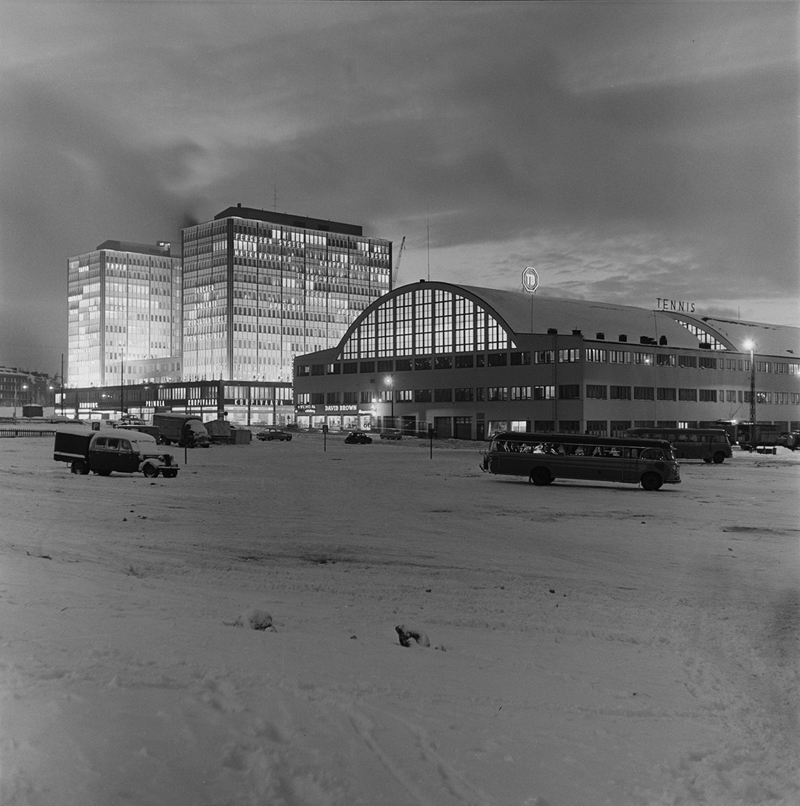
Le Palais du tennis et l'Autotalo en 1958.
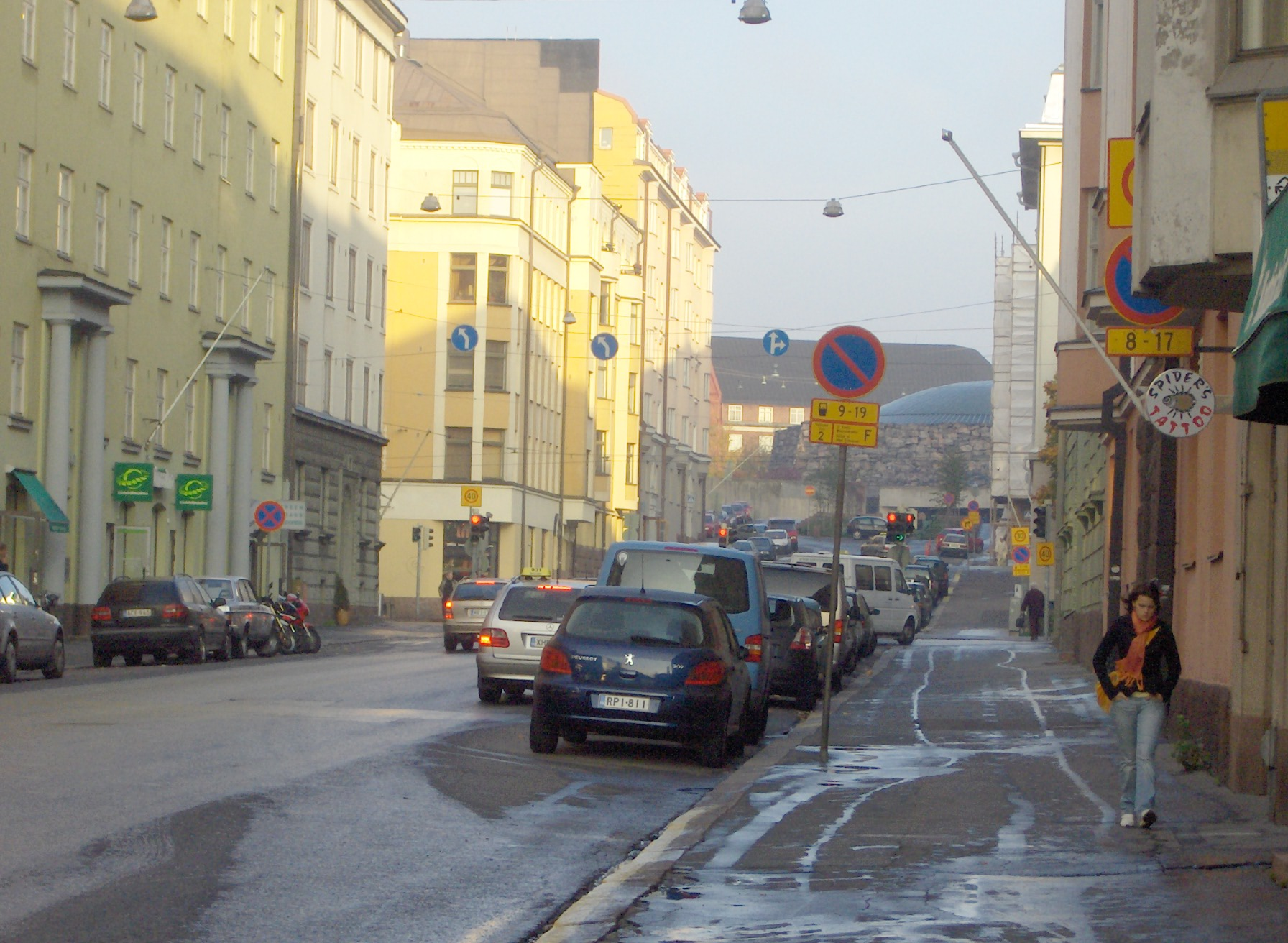
Fredrikinkatu et au fond l'église Temppeliaukio
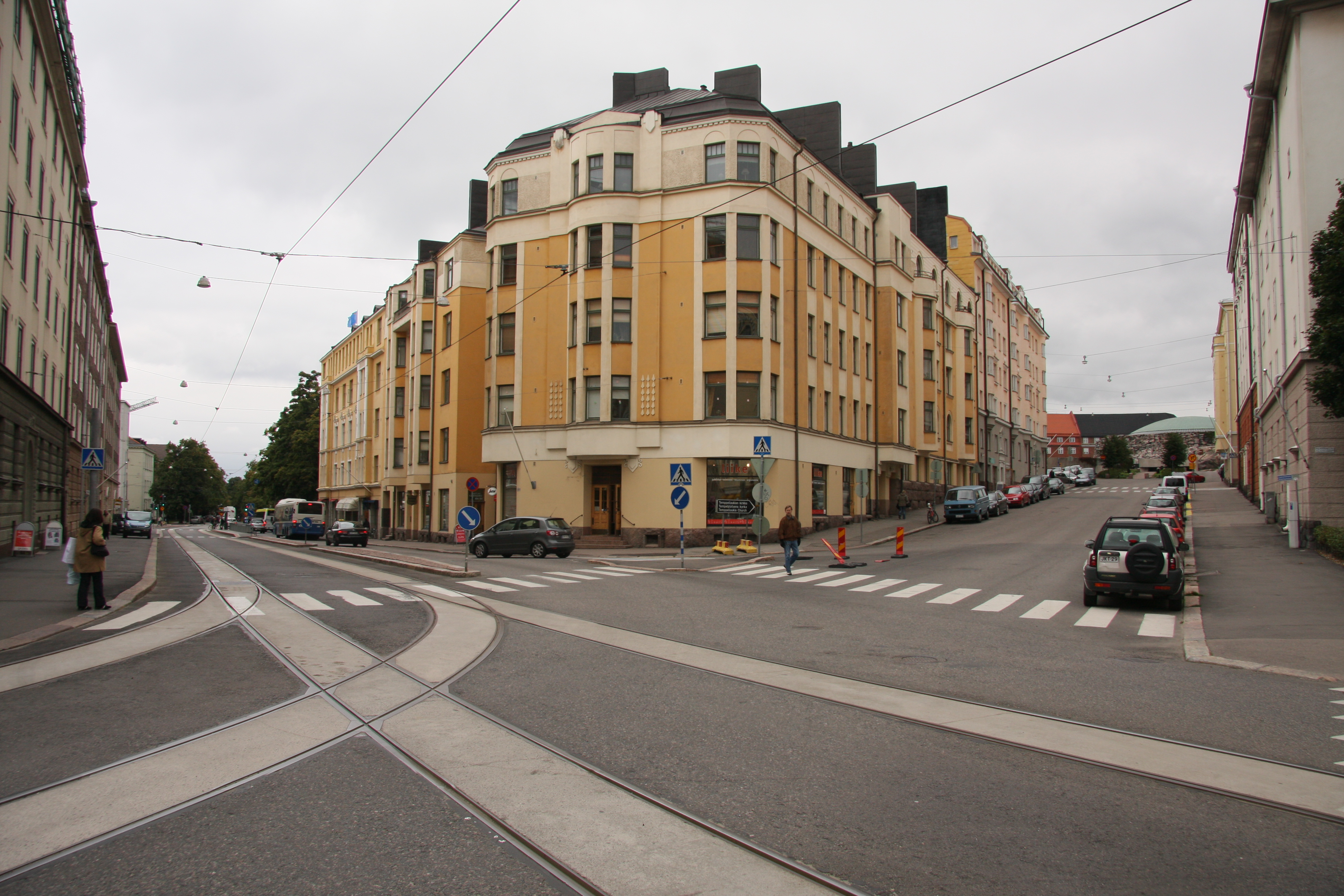
Fredrikinkatu, 64 et arkadiankatu, 19.

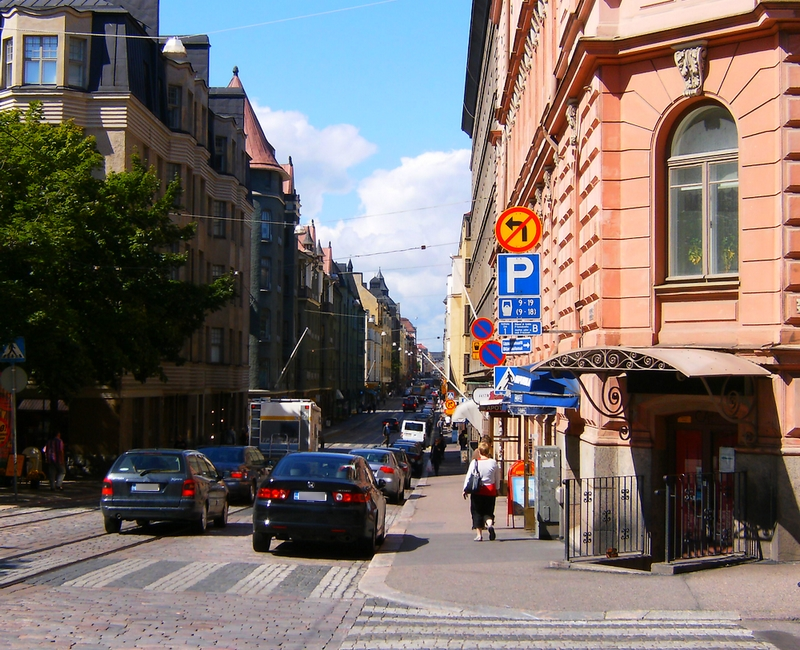
Fredrikinkatu,23
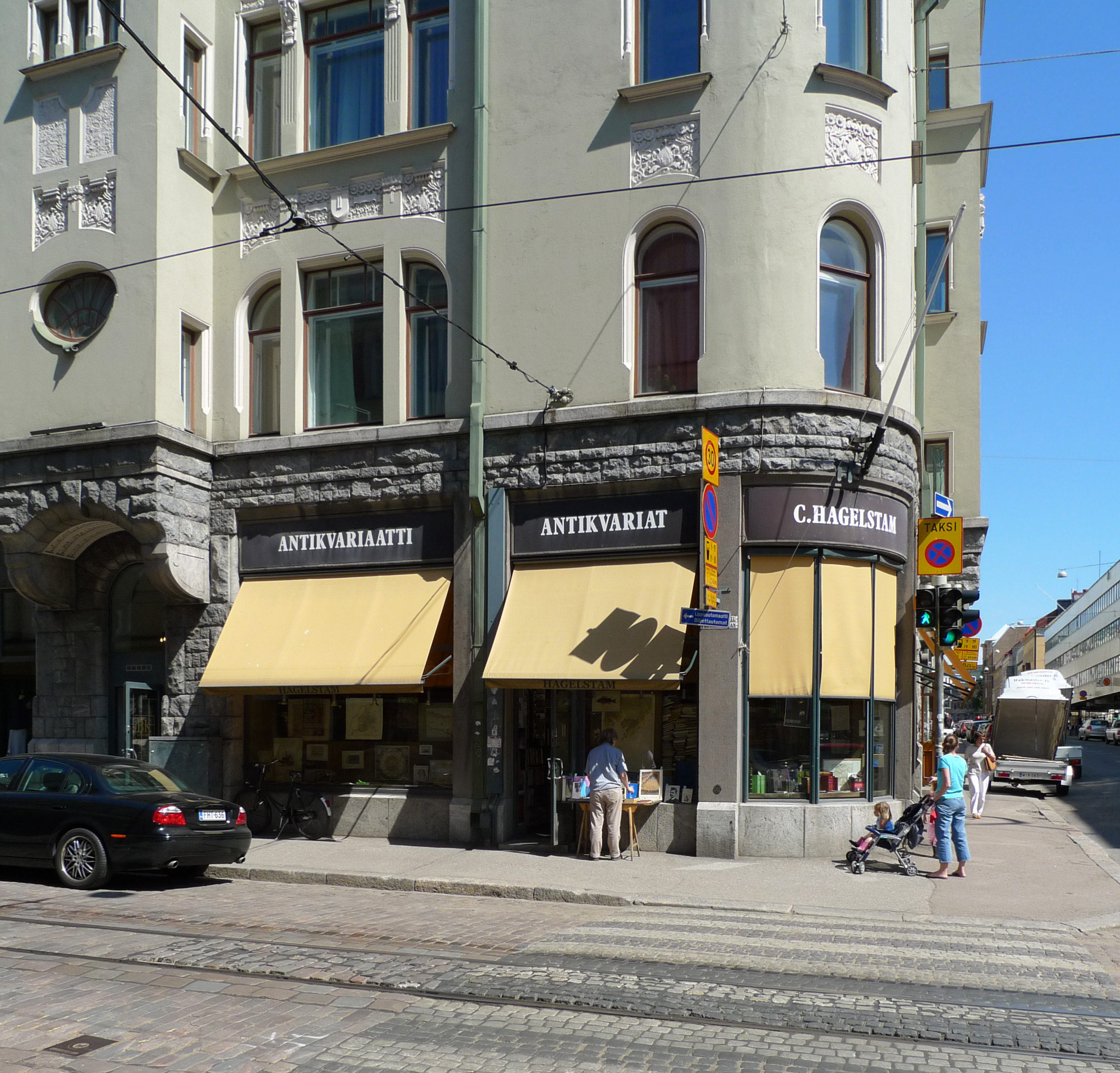
Fredrikinkatu, 35
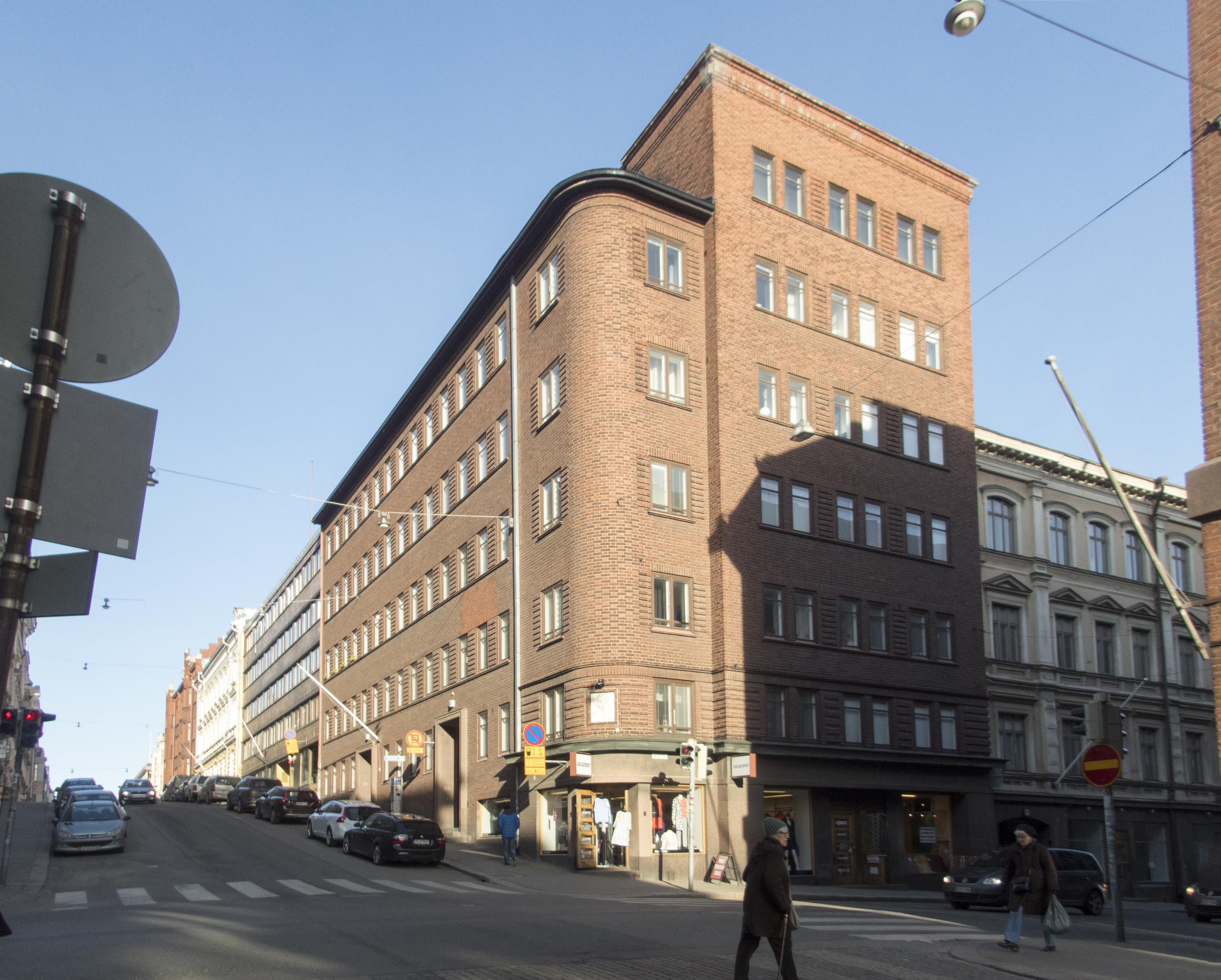
Fredrikinkatu 45, Kalevankatu 22